# United Arab Emirates Rugby Federation
United Arab Emirates Rugby Federation – ogólnokrajowy związek sportowy, działający na terenie Zjednoczonych Emiratów Arabskich, posiadający osobowość prawną, będący jedynym prawnym reprezentantem rugby 15-osobowego i 7-osobowego tego kraju, zarówno wśród mężczyzn, jak i kobiet we wszystkich kategoriach wiekowych w kraju i za granicą.
Odpowiedzialny jest za prowadzenie drużyn narodowych, a także za szkolenie zawodników, w tym dzieci i młodzieży. Wcześniej zawodnicy kwalifikujący się do gry w barwach ZEA mogli rozgrywać mecze międzynarodowe w drużynie stworzonej pod egidą AGRFU, rozwiązanego decyzją IRB z końcem roku 2010.
Związek, pod nazwą United Arab Emirates Rugby Association, został założony 11 lutego 2009 roku, już w grudniu tego samego roku został zaś członkiem stowarzyszonym ARFU, pełne członkostwo uzyskując w czerwcu 2011. Pod koniec listopada 2012 roku uzyskał pełne członkostwo w IRB, po wcześniejszych staraniach status członka stowarzyszonego otrzymując w maju tego roku. Na początku kwietnia 2012 roku uzyskał członkostwo krajowego komitetu olimpijskiego, a w październiku tegoż roku został usankcjonowaną przez rządową agencję ds. młodzieży i sportu (UAE General Authority of Youth and Sports Welfare) federacją tego sportu, zmieniając odpowiednio swoją nazwę.